# 矢越站
矢越站（日语：／ Yagoshi eki */?）是屬於東日本旅客鐵道（JR東日本）大船渡線的鐵路車站，位於岩手縣一關市室根町。本站位於JR東日本盛岡支社的管轄範圍內，並由氣仙沼車站代為管理。

## 車站構造
矢越車站是一設於路線土堤上的地面車站，站內有一座側式月台一條乘車線，無人看守。

## 使用情況
| 年度 | 每日平均乘客人數 |
| ---- | ---------------- |
| 2000 | 76               |
| 2001 | 75               |
| 2002 | 59               |

## 車站週邊
- 縣道10號江刺室根線
- 縣道18號本吉室根線
- 縣道107號矢越停車場線
- 國道284號
- 蘖之森（ひこばえの森）

## 歷史
- 1928年9月2日 - 設站。
- 1983年3月10日 - 變更為簡易委託車站。
- 1987年4月1日 - 日本國鐵分割民營化，成為JR東日本的車站。
- 2003年4月1日 - 取消派駐站員，改為無人車站。
- 2005年3月 - 站房改建。

## 相鄰車站
東日本旅客鐵道
■大船渡線
小梨－矢越－折壁

## 外部連結
- JR東日本－矢越站 （页面存档备份，存于）（日語）

38°56′7.22″N 141°25′45.20″E / 38.9353389°N 141.4292222°E